# Verdicchio dei Castelli di Jesi classico superiore
Le Verdicchio dei Castelli di Jesi classico superiore est un vin blanc italien de la région Marches doté d'une appellation DOC depuis le 11 août 1968. Seuls ont droit à la DOC les vins blancs récoltés à l'intérieur de l'aire de production définie par le décret.
Le Verdicchio dei Castelli di Jesi classico superiore répond à un cahier des charges plus exigeant que le Verdicchio dei Castelli di Jesi classico, essentiellement en relation avec le taux d’alcool et le rendement. 

## Aire de production
Les vignobles autorisés se situent dans les provinces d’Ancône et de Macerata dans les communes de  Apiro, Belvedere Ostrense, Castelbellino, Castelplanio, Cupramontana, Maiolati Spontini, Mergo, Montecarotto, Monte Roberto, Morro d'Alba, Poggio San Marcello, Rosora, San Marcello, San Paolo di Jesi, Serra de' Conti, Staffolo ainsi qu'en partie dans les communes de Arcevia et Serra San Quirico. Cette zone appelée classico se trouve près de la rivière Esino.

## Caractéristiques organoleptiques
- couleur : jaune paille
- odeur : caractéristique, délicate, fraiche
- saveur : sec, frais, légèrement amère (amarognolo)

Le Verdicchio dei Castelli di Jesi classico superiore se déguste à une température comprise entre 10 et 12 °C.  Il se gardera 2 - 4  ans.

## Production
Province, saison, volume en hectolitres :
- Ancona  (1995/96)  8890,0
- Ancona  (1996/97)  8938,03